# Blethisa multipunctata
Blethisa multipunctata – gatunek chrząszcza z rodziny biegaczowatych, podrodziny Elaphrinae i pleminia Elaphrini.

## Taksonomia
Gatunek został opisany w 1758 roku przez Karola Linneusza jako Carabus multipunctata.

## Opis
Ciało długości od 10 do 13 mm, czarne i słabo metalicznem. Obrzeżenia boczne i dołki pokryw z zielonkawym lub czerwonawym metalicznym połyskiem. Przedplecze z dwiema szczecinkami po każdej stronie. Rzędy pokryw wyraźne.

## Ekologia
Chrząszcz ten występuje na terenach bagnistych, szczególnie u brzegów wód stojących i wolno płynących.

## Występowanie
Gatunek holarktyczny. W Europie wykazany z Austrii, Belgii, Białorusi, Czech, Danii, Estonii, Wysp Owczych, Finlandii, Francji, Holandii, Irlandii, Luksemburgu, Litwy, Łotwy, Niemiec, Norwegii, obwodu królewieckiego, Polski, europejskiej Rosji, Słowacji, Słowenii, Szwecji, Szwajcarii, Ukrainy, Węgier, Wielkiej Brytanii i Włoch. Poza Europą znany z Syberii, Mongolii i Ameryki Północnej (Kanada i Stany Zjednoczone).

## Podgatunki
Wyróżniono dwa podgatunki tego chrząszcza
- Blethisa multipunctata aurata Fischer von Waldheim, 1828 – Ameryka Północna i Rosja
- Blethisa multipunctata multipunctata (L., 1758) – Eurazja